# Mihai-Claudiu Gheorghe
Mihai-Claudiu Gheorghe (n. 19 decembrie 1977) este un politician român, ales în 2024 deputat din partea partidului Alianța pentru Unirea Românilor (AUR). 

## Carieră politică

### Deputat (2024–prezent)

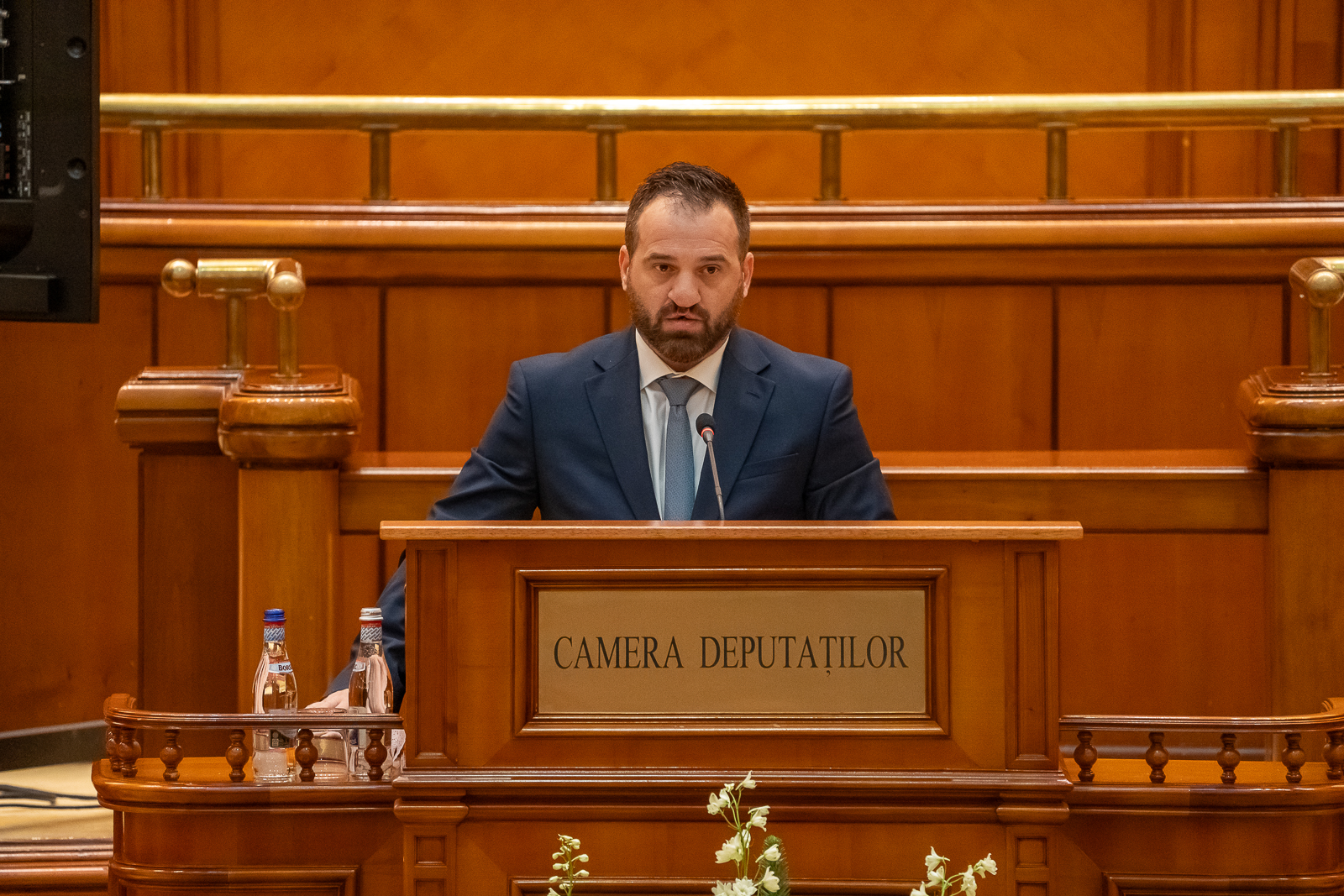
Muncaciu depunând jurământul, 21 decembrie 2024

În urma alegerilor parlamentare din 2024 pe 1 decembrie, Gheorghe a fost ales membru al Camerei Deputaților, în circumscripția nr. 12 Călărași, preluând mandatul pe 21 decembrie. Ca deputat, Gheorghe este membru al Comisiei pentru sănătate și familie, precum și membru al grupurilor parlamentare de prietenie din Republica Democrată Congo, Brazilia și Bulgaria.